# Joseph Besset
Pour les articles homonymes, voir Besset (homonymie).
 (mars 2021).
Joseph Besset, né le 11 novembre 1890 à Vanosc (Ardèche) et mort le 20 août 1959 à Mèze (Hérault), est un carrossier industriel qui fut le pionnier et le père des autocars français modernes.

## Débuts
Joseph Besset est né en 1890 à Vanosc, petite commune prospère de la haute Ardèche.
Sa force de caractère s’exprime tôt, en effet, il choisit à 15 ans de faire un apprentissage de charron (fabricant de roue en bois de chariot) contre l’avis familial, car étant l’aîné d’une famille d’agriculteurs son destin était tout tracé. Il apprend ce dur métier chez Monsieur Landy puis à Annonay chez Monsieur Boissy en travaillant le bois et le fer avec grande précision.
Avec son ami Marcel Léorat il part faire un tour de France pour compléter ses connaissances, il poursuivra même son périple jusqu’en Angleterre pour les carrosses royaux.
Revenant de son service militaire au Maroc, il épouse Augustine Seive en 1913 et achète l’atelier de Monsieur Boissy. En rentrant de la guerre, il développe son entreprise en comprenant déjà l’importance de la publicité et de la communication et il passe, selon son expression, de « la voiture à crottin à la voiture à pétrole ». En 1920 il fonde un atelier de carrosserie industrielle et sort sa première automobile sur un châssis Rolland Pilain. Ses ateliers sont alors répartis en secteurs : forge, menuiserie, tôlerie, peinture, garnissage, sellerie. La production est variée, il carrosse des châssis Berliet, Bugatti, De Dion Bouton, Delage, Delahaye, Hispano-Suiza, Renault, Rochet-Schneider, Voisin...

## L'expansion de l'entreprise

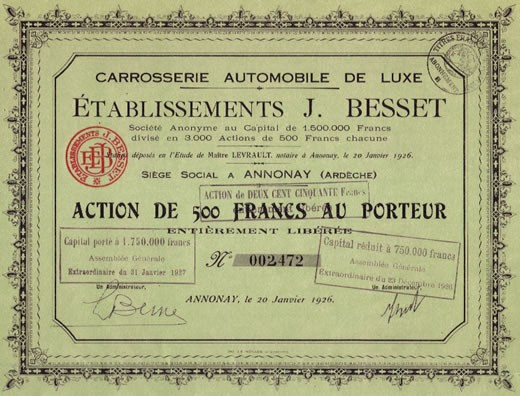
Titre des Etablissements J. Besset à Annonay (Ardèche)

Pour développer son activité, il achète un grand terrain à la périphérie d'Annonay à « Ma campagne » et afin de financer la construction de la nouvelle usine, il crée la Société Anonyme des établissements Besset et vend 3000 actions de 500 francs.
En 1927 il surprend son entourage en anticipant une reconversion lors de l'arrivée des véhicules de série des grands constructeurs comme Renault ou Citroën. Il décide de carrosser des autocars sur châssis-moteurs de camions Delahaye, Panhard, Citroën, Renault.
En 1934, toujours dans l'innovation, il troque les ossatures bois dans la carrosserie contre des structures métalliques tubulaires fermées plus légères et plus résistantes, opte pour la soudure électrique et dépose des brevets de fabrication. Il importe les fameux tubes 40x27 de Tchécoslovaquie. Les ateliers des tôliers-formeurs et soudeurs deviennent les piliers de la carrosserie.
Travailleur infatigable, il soigne toujours la promotion et le développement commercial et s'implante dans toute la France (où il est le principal constructeur) et aussi en Algérie, au Maroc et en Espagne.
En 1937 il investit tout l’argent disponible de l'usine dans la licence Gar Wood qu'il est allé découvrir aux États-Unis. Encore une vision d'avenir puisque cette ossature tubulaire soudée autoporteuse va être une révolution industrielle dans la fabrication des autocars. En 1938, à la foire internationale de Lyon, Joseph Besset présente le premier autocar européen à structure autoportante avec moteur à l'arrière situé en porte-à-faux. Il le baptise Isobloc. L'absence de châssis, la position du moteur, la légèreté de la caisse, l'habitabilité intérieure avec les sièges positionnés en estrade de chaque côté de l'allée centrale, l'esthétique générale révolutionnaire, la facilité de conduite vont faire de cet Isobloc l'autocar qu'emprunteront tous les français. Le succès est énorme et toutes les compagnies de transports veulent posséder l'engin.
En 1947 après les difficultés de la guerre, l’entreprise se développe et connaît son apogée : 10 autocars sortent chaque jour de l'usine d'Annonay et 1200 employés participent à cet essor. En 1949 Vincent Auriol va se déplacer pour poser la première pierre de la « cité soleil », un ensemble de logements auquel Joseph Besset s'associe financièrement pour loger ses employés.

## Fin de vie
En 1949 une baisse de la production survient, avec la concurrence, la motorisation diesel adoptée trop tardivement par l'entreprise et la mode de construction d'autocars de plus de 40 places, amène une situation critique. Une commande de 200 autobus pour Buenos Aires coutera plus cher que prévu en commissions imprévues et en reprises techniques d’adaptation locale. Cela contraindra Joseph Besset, malgré des tentatives de diversifications, à cesser ses activités en 1951. Pour sauver l'entreprise son associé Floirat va alors racheter l'usine et continuer la fabrication d'autocars sous son nom. Joseph Besset se retire définitivement et s'en va à Mèze dans l’Hérault où il achète une affaire d’ostréiculture dont il améliore la technique.
L’entreprise va changer plusieurs fois de noms et deviendra donc Floirat, puis Saca (Société d'automobiles et carrosseries d'Annonay), et Saviem, RVI (Renault Véhicules industriels), Irisbus-Iveco et depuis 2013 Iveco Bus.
En 1959, Joseph Besset meurt. La même année la production de l’Isobloc cesse, mais aujourd’hui encore, tous les autocars modernes sont construits sur le principe de la structure - caisse autoportante et IVECO BUS à Annonay est toujours un constructeur phare pour les autocars français et européens.

## Espace Joseph-Besset
L'épopée industrielle de Joseph Besset est racontée au musée du charronnage au car à Vanosc